# Nuestra Señora del Carmen (1861)
La Nuestra Señora Carmen fue una fragata de hélice de la Armada Española, que recibía su nombre en honor a la patrona de la Armada Española, con casco de madera y propulsión mixta a vapor y velas.

## Historial
El 13 de agosto de 1873, se incorporó en Alicante a la escuadra del almirante Lobo con la que participó con la escuadra gubernamental en el combate naval de Portmán el 11 de octubre de 1873.
Junto a la Vitoria salió en persecución de la Numancia, que huía con a Antonio Gálvez Arce a bordo hacia el puerto norteafricano de Orán tras la Rebelión cantonal, no pudiendo darle alcance por la mayor velocidad de la Numancia.
El 6 de enero de 1890, debido a su mal estado y a un fuerte temporal, en su casco, arboladura y máquinas, debiendo ser socorrida por el crucero no protegido Castilla, que la llevó hasta Cádiz a remolque, arribando a la bahía gaditana el 15 de enero.